# ラバーガール
ラバーガールは、プロダクション人力舎に所属する日本のお笑いコンビ、YouTuber、TikToker。スクールJCA10期出身。

## メンバー
飛永 翼（とびなが つばさ、1983年2月13日（42歳） - ）
ツッコミ担当。
静岡県出身、静岡県立掛川工業高等学校卒業。既婚。
アイドル好きで、特に櫻井翔のファン（ラバーガール ソロライブ『さよならインドの空に』DVDより）。
2014年頃から眼鏡をかけ始め、2020年頃から口ひげを生やしている。
『ポケットモンスター』が大好きで、頻繁にプレイしている。

大水 洋介（おおみず ようすけ、1982年12月12日（42歳） - ）
ボケ担当。
青森県出身、青森県立青森南高等学校卒業。既婚。
長い手足とおかっぱの髪型が特徴。
自身のブログに「どうでしょう」と名付けるほど、『水曜どうでしょう』（北海道テレビ）のファン。

## 経歴
2人とも人力舎が運営する養成所・スクールJCAへ10期生として入学。柴田英嗣（アンタッチャブル）が講師を務めていたショートコントの授業内で、お互い適当に組んだ際に感触が良かったためそのまま正式にコンビを結成。コンビ名は日本のロックバンド・GRAPEVINEの楽曲『RUBBERGIRL』に由来し、出囃子にも使用している。

## 賞レース戦歴
- 2005年 NHK新人演芸大賞演芸部門本戦出場
- 2006年 第4回お笑いホープ大賞決勝進出
- 2007年 第9回爆笑オンエアバトル チャンピオン大会進出
- 2008年 第6回お笑いホープ大賞東京ウォーカー賞
- 2008年 第1回キングオブコント準決勝進出
- 2009年 第2回決戦!お笑い有楽城優勝
- 2009年 第2回キングオブコント準決勝進出
- 2009年 第11回爆笑オンエアバトル チャンピオン大会進出
- 2010年 第1回お笑いハーベスト大賞 本戦（準決勝）進出
- 2010年 第3回キングオブコント決勝5位
- 2010年 第12回爆笑オンエアバトル チャンピオン大会　視聴者投票1位バトル進出
- 2011年 第4回キングオブコント準決勝進出
- 2011年 第1回オンバト+ チャンピオン大会進出
- 2012年 第2回オンバト+ チャンピオン大会進出
- 2012年 第5回キングオブコント準決勝進出
- 2013年 第3回オンバト+ チャンピオン大会進出
- 2013年 第6回キングオブコント準決勝進出
- 2014年 第7回キングオブコント決勝3位
- 2015年 第8回キングオブコント準決勝進出
- 2016年 第9回キングオブコント準決勝進出
- 2017年 第10回キングオブコント準決勝進出
- 2018年 第11回キングオブコント準々決勝進出
- 2021年 第14回キングオブコント準々決勝進出

## 特徴

### 芸風
独自の空気感・雰囲気を纏い、大水のどこかズレたボケに対して飛永が冷静かつ丁寧にツッコむコントを得意とする。ボケ・ツッコミ共に抑揚及び緩急が少なく、ネタが淡々と進められるのが特徴。飛永曰く大水の「ぼそぼそとした雰囲気」から出るボケにツッコミを合わせた結果、必然的に張り切ったツッコミでなく修正する程度によるツッコミのパターンが完成した。コントでは設定にもよるが、互いに敬語で話すケースが多い。飛永は滑舌の良さを活かしてアナウンサーに扮するネタが多く、評価が高い。
ネタ作りは2人で話し合いながら行う。ツカミの早さを意識してネタを作っており、コントでは必須となる冒頭の状況説明で1つボケを入れる。そのためショートコントも得意とし、Tiktokにアップロードしたショートネタは佐久間宣行が高く評価している。
結成当初のスタイルはWボケで、ネタ披露の際はテンションを高くしていた。しかしこの頃は『爆笑オンエアバトル』（NHK総合）で連敗するなど周囲へ受け入れられず伸び悩んでいたが、事務所の先輩である豊本明長（東京03）から「あまり無理をせず、もっとお前ら自身が言いそうなセリフをネタの中に入れていけば分かりやすいんじゃないか」というアドバイスを受けたことをきっかけに上記のスタイルへと変えたところ、テレビに出られるようになった。ただし現在のスタイルが認知されて以降も、頻度は少ないがWボケを取り入れたコントを演じる。
ごく稀に漫才を演じることがあり、飛永の地元・静岡県富士市で行われた『爆笑オンエアバトル』にて一度漫才で挑戦するも、413KBという高得点だったにも拘らずオフエアになっている。飛永は漫才に対して「やらない事はないけど、自信がない」とインタビュー内で語っており、『M-1グランプリ』にも「エントリーしない」と表明している（非常に低い確率だがコントの中で漫才をやる場合がある）。その後は『THE MANZAI』の第2回（2012年）大会に出場するも、結果は2回戦進出に終わり認定漫才師にはなれなかった（以降は出場していない）。
基本的に2人とも面倒くさがりで「ネタを作っても台本を書かない」主義のため時間が経つとネタを忘れてしまい、YouTubeで公開されている自分たちのネタ動画を観て内容を思い出すことが多い。時には「あてにしていたネタが（YouTubeから）削除されていて困った」こともあった。
事務所の先輩でキングオブコント王者である東京03はラバーガールを評価しており、その芸風を「淡々としている。感情を出さない」と評している。その他、『爆笑レッドカーペット』のキャッチコピーが「ポーカーフェイスのコント職人」であるなど「感情を出さない」という評価が多い傾向にある｡
2010年、前述の東京03から「優勝してもおかしくない実力者」というお墨付きを携えたダークホースとしてキングオブコントにて初の決勝進出を果たす。1stラウンドは「864点」を獲得、4位と35点の点差をつけて3位で折り返すも最終結果は5位だった。2014年大会では4年振りに決勝進出、ファーストラウンドでは所属事務所の後輩にあたるリンゴスター（現在は解散）と対戦して83対18という大差をつけて勝利するも、その後のファイナルステージでは対戦相手のチョコレートプラネットに40対61で敗れ、優勝には至らなかった。
BSフジにて放送された『beポンキッキーズ』では「ラバーガエル」として、爆チュー問題を踏襲した「カエルの世界」のコントを披露していた。
ネタでのキャラクターの名前は、互いの本名をそのまま用いる場合が多い。また、大水という名前自体がフックとなっているネタがいくつかある。
普段の立ち位置は飛永が左で大水が右だが、ネタによっては入れ替わる。大水が店員で飛永が客を演じるネタ（猫カフェ、電器屋など）では入れ替わる場合が多い。

### 交友関係
- THE GEESE

2007年12月には合同コントライブ「スモールシューズプラネット」を北沢タウンホールにて、また2007年11月からは隔月でトークライブ「ネイキッドガール&ギース」（初回のみ「ネイキッドガール」、THE GEESEはゲスト扱い）をNaked Loftにて開催している。
- が〜まるちょば

2010年5月1日 - 5日に行われた劇団Beポンキッキ第一回公演「ふしぎな7つのトランク」で共演。その後は一緒に食事するなど交友が続いている。

## 出演
メンバー単独での出演は飛永翼、大水洋介の項を参照。

### テレビ
現在の準レギュラー番組
- 白黒アンジャッシュ（千葉テレビ）不定期出演
- 小峠英二のなんて美だ!（TOKYO MX、2021年10月13日 - ） - キュレーター（進行）として準レギュラー出演

特別番組
- エンタの神様（日本テレビ 不定期放送、2006年 - ）- キャッチコピーは「次世代の新ドローム」（レギュラー時代）→「新感覚の実力派」（不定期放送以降）

過去のレギュラー番組
- ことばおじさんのナットク日本語塾（NHK）- ショートコントのコーナーに出演
- 完売劇場（テレビ朝日系）
- beポンキッキーズ（BSフジ、2008年4月 - 2011年3月、2015年4月 - 2017年3月）-「ラバーガエル」として出演。
- We Can☆47（BSフジ、2011年4月 - 2013年3月）
- 謎のコント出版社芸能マル秘パパラッちゃん（関西テレビ）
- SICKS〜みんながみんな、何かの病気〜（テレビ東京、2015年10月10日 - 12月26日）
- Let's天才てれびくん（Eテレ、2015年3月30日 - 2017年3月30日）- 超次元帝国清掃課地球係 役
- 教えて!アプリ先生（TOKYO MX、2016年10月 - 2018年2月）
- 喰らえ！Ｖナナ飯店 (BSテレ東、2023年8月3日 - 10月26日)[11]

その他の出演
- 爆笑オンエアバトル（NHK総合） 戦績15勝4敗 最高517KB　ゴールドバトラー認定
  - 本番組の出場芸人としては珍しい「東京収録と相性は良いが（13勝1敗）、地方収録とは相性が悪い（2勝3敗）コンビ」だった（ただし下記の通り、後継番組の『オンバト+』ではほとんどが地方収録だったものの通常収録含め全勝を果たしており、圧倒的な強さを見せていた）。
  - チャンピオン大会には第9回（2006年度）において初出場を果たす。ラバーガールのいたセミファイナルAブロックでは漫才勢が多かったがこれらを抑え910KBを記録、トップ通過を果たした。ちなみにこれは歴代のセミファイナルにおいて、900KB台でトップ通過を果たした芸人の中で最も低いKBである。しかし、この年のセミファイナルAブロックで900KB以上を記録したのは彼らのみであった[注 2]。ファイナルでは894KBを記録してファイナル初進出組の中では最高KBを記録したが、上位5組が全て900KB以上を記録したため結果は総合6位に終わった。
  - 2007年度は前年度より合計KBが高かったが、年間ランキング22位だったためチャンピオン大会への出場は叶わなかった。2008年度は終始好調で、7月10日放送回の三重県桑名市での収録では477KBを記録してトップ通過を果たし地方収録挑戦4回目にして初勝利を挙げ、さらに年間4勝目を達成した2009年1月29日放送回では自己最高となる517KBを記録し、17回目の挑戦で初のオーバー500を記録した[注 3]。このように通常収録では年間4勝全てで450KB以上を記録したものの、セミファイナルでは834KBという高得点ながらも6位で敗退となった。
  - 第9回チャンピオン大会　ファイナル6位
  - 第11回チャンピオン大会　セミファイナル6位敗退
  - 第12回チャンピオン大会　視聴者投票1位バトル8位敗退
- オンバト+（NHK）戦績16勝0敗 最高529KB
  - 連勝記録と通算オンエア回数は歴代1位、出場回数とオーバー500獲得数は歴代3位を占めている。下記の通りチャンピオン大会には第1回から3回連続で出場している。ちなみに第1回は本来ならKBが足らず出場できなかったが、2011年3月11日に発生した東日本大震災によって第1回チャンピオン大会が3月から7月に延期となり、彼らはその間に2回連続でオーバー500を記録してチャンピオン大会へ出場できた。第4回チャンピオン大会でも年間4勝を達成したがKBが足らず、更に視聴者投票でも及ばずチャンピオン大会への出場は果たせなかった。
  - 第1回チャンピオン大会 ファーストステージ7位敗退
  - 第2回チャンピオン大会 トーナメント2回戦敗退
  - 第3回チャンピオン大会　ファイナルステージ　3位敗退
  - 爆笑オンエアバトル時代の戦績を通算すると、非公式ながら最多35回の挑戦をしている（同様に非公式ながらエレファントジョンも35回挑戦している）。
- 笑殿（日本テレビ）
- 笑いの祭典 ゴールドステージ!!（日本テレビ）
- スクール革命!（日本テレビ）
- ゲンセキ（TBS）出演当時、飛永がボケで大水がツッコミの役割をしていた。
- 初詣!爆笑ヒットパレード（フジテレビ）
- お笑い登龍門 ガッハ（フジテレビ）
- 爆笑一番（秋田テレビ）
- ドランキュ!（東海テレビ、2006年4月 - 2007年3月）不定期出演
- おぎやはぎnoだっぴんぐ（テレビ静岡）
- エレファントJoyToy（テレビ静岡）
- バカヂカラ（TOKYO MX・テレビ神奈川系）不定期出演
- 爆笑ホワイトカーペット（フジテレビ）- キャッチコピーは、「ポーカーフェイスのコント職人」
- 爆笑レッドカーペット（フジテレビ） - キャッチコピーはホワイトカーペットと同じ
- 有吉の壁（日本テレビ）-不定期出演

### ドラマ
- スーパーサラリーマン左江内氏 第2話（2017年1月22日、日本テレビ）- 新聞配達人 役
- 来世ではちゃんとします（2019年1月9日 - 3月26日、テレビ東京）- 檜山トヲル 役（飛永）
  - 来世ではちゃんとします2（2021年8月12日 - 9月30日）- 檜山トヲル 役（飛永）、店長 役（大水）
  - 来世ではちゃんとします3（2023年1月5日 - 3月23日）- 檜山トヲル 役（飛永）、店長 役（大水）
- 今野敏サスペンス 警視庁強行犯係樋口顕　暁鐘（2022年4月4日、テレビ東京）-  林和義 役（飛永）
- ベイビーわるきゅーれ エブリデイ！（2024年9月5日 - テレビ東京）- 須佐野 役（飛永）
- 御上先生 EPISODE2 -（2025年1月26日 - 、TBS）- コンビニ店長（大水）

### 映画
- ぱいかじ南海作戦（2012年7月14日、キングレコード/ティ・ジョイ）- 大水:ヨシオ 役/飛永:アパの元婚約者 役
- 横道世之介（2013年2月23日、ショウゲート） - 大水:石田健次 役
- 薔薇色のブー子（2017年10月21日、ソニー・ピクチャーズ エンタテインメント / アスミック・エース） - 大水：照橋ファンクラブ会員
- 銀魂2 掟は破るためにこそある（2018年8月17日、ワーナー ブラザース ジャパン）
- ヲタクに恋は難しい（2020年2月7日、東宝）- アイドルヲタク 役
- ベイビーわるきゅーれ（2021年7月30日、渋谷プロダクション） - 大水:コンビニ店長 役/飛永:須佐野 役[12]
- ベイビーわるきゅーれ 2ベイビー（2023年3月24日、渋谷プロダクション） - 須佐野 役（飛永）
- ベイビーわるきゅーれ ナイスデイズ（2024年9月27日公開予定、渋谷プロダクション） - 須佐野 役（飛永）

### CM
- MSD (Merck Sharp & Dohme)・AGA（2014年 - ）
- 旭化成ホームプロダクツ・ジップロックコンテナー（2016年、飛永は声の出演のみ）
- サントリー（2023年）

### ラジオ
現在のレギュラー番組
過去のレギュラー番組
- ラバーガールの楽しいラジオ（Rakuten.FM、2016年7月 - 12月、毎週水曜日 25:00 - 26:00）
- 大竹まことゴールデンラジオ!（文化放送、2014年10月3日 - 2020年3月27日）大竹サテライト レポーター。毎週金曜日

その他の出演
- ラバーガールのオールナイトニッポンR（ニッポン放送系列、2009年4月5日 4:00 - 5:00）「お笑い有楽城」の優勝特典
- マイナビ Laughter Night（TBSラジオ）

### インターネット番組
現在のレギュラー番組
- ピタットTV（占いTV、2017年7月 - ）- 水曜日MC

### 舞台
- 大久保佳代子劇団第1回公演「尼と恥美」（2009年10月16日 - 18日、中目黒ウッディーシアター）
- avex live creative 舞台「スマートモテリーマン講座」（2011年10月11日 - 19日、天王洲 銀河劇場）- 大水：小島 役、飛永：山本 役
- 男子はだまってなさいよ! 9 「聖バカコント」（2013年6月6日 - 16日、下北沢・本多劇場）
- 赤塚不二夫生誕80周年＋男子はだまってなさいよ! 10 「男子! レッツラゴン」（2015年7月30日 - 8月9日、下北沢・本多劇場）

### ウェブ
- 鈴ラバ時々沈黙（アメーバビジョン、月1 - 2回イレギュラー）- 先輩の鈴木拓（ドランクドラゴン）と共演、原宿（表参道）アメーバスタジオでの観覧も可能
- オールナイトキッズ - フジテレビKIDSクラブサイト内、毎週火曜日更新
- 飛永TV -『Tokyo Walker』連載企画から、脚本・編集・司会すべてを飛永1人でプロデュース（毎週水曜、金曜更新）。

## 主なライブ出演
| 日程                                            | タイトル                                                 | 会場 | 備考                                                                              |
| 単独ライブ                                      | 単独ライブ                                               | 単独ライブ | 単独ライブ                                                                        |
| ----------------------------------------------- | -------------------------------------------------------- | --- | --------------------------------------------------------------------------------- |
| 2004年4月4日                                    | 空飛ぶオランダ人                                         | 新宿Fu- | 単独シリーズ                                                                      |
| 2005年4月23日、24日                             | パットミベラルーシ                                       | シアターブラッツ | 初単独ライブ、DVD「ジェイコブ」の特典映像にて一部が映像化。                       |
| 2007年3月20日、21日                             | ブラッシュバック・スピノーネイタリアーノ                 | 恵比寿エコー劇場 |                                                                                   |
| 2008年4月18日-20日                              | メキシカンキャッシュボーイ                               | 恵比寿エコー劇場 |                                                                                   |
| 2009年4月10日-12日                              | さよならインドの空に                                     | 恵比寿エコー劇場 |                                                                                   |
| 2010年7月9日、10日                              | キャット                                                 | 紀伊國屋サザンシアター |                                                                                   |
| 2011年7月25日-27日                              | エマ                                                     | 大和田伝承ホール |                                                                                   |
| 2012年2月25日-26日                              | ジェイコブ                                               | 紀伊國屋ホール |                                                                                   |
| 2013年8月19日                                   | GAME                                                     | 博品館劇場 | 外部の演出家を招いて「ラバーガールsolo live +」として公演。演出は細川徹。         |
| 2014年6月27日-29日                              | T/V                                                      | 恵比寿エコー劇場 | 外部の演出家を招いて「ラバーガールsolo live +」として公演。演出は細川徹。         |
| 2015年2月10日-15日                              | GIRL                                                     | 恵比寿エコー劇場 | 外部の演出家を招いて「ラバーガールsolo live +」として公演。演出は細川徹。         |
| 2016年8月17日-18日                              | 大水が出た!                                              | 座・高円寺2 |                                                                                   |
| 2018年4月9日-11日                               | シャンシャン                                             | 座・高円寺2 |                                                                                   |
| 2018年7月23日-8月16日                           | ラバーガール ベストネタライブツアー 爆笑オンステージ     | スカラエスパシオ、広島YMCA国際文化ホール、ABCホール、石川県教育会館、新潟県民会館 小ホール、BLACK BOX、仙台市福祉プラザ ふれあいホール、座・高円寺2 | 自身初の全国ツアー。福岡・広島・大阪・石川・新潟・青森・仙台・東京を回った。      |
| 2019年1月21日-3月31日                           | お前ら愛してるぜ                                         | 東京・俳優座劇場 福岡・イムズホール 大阪・ABCホール 岡山・さん太ホール 埼玉・さいたま市民会館おおみや 小ホール 神奈川・横浜市市民文化会館関内ホール 小ホール 新潟・新潟県民会館 小ホール 北海道・札幌市教育文化会館 小ホール 青森・BLACK BOX 宮城・仙台市福祉プラザ ふれあいホール 愛知・今池ガスホール 岩手・盛岡劇場 タウンホール 茨城・常陽藝文ホール | 去年に続いて2回目のツアー。キャッチコピーは「届けたいコントがたくさんあるのさ!!」 |
| 2021年8月26日‐28日                              | 史上最高の夏！                                           | 本多劇場 |                                                                                   |
| 2023年8月23日‐27日、9月19日                     | インフルエンサー                                         | 本多劇場、大阪ドーンセンターホール |                                                                                   |
| その他                                          |                                                          | |                                                                                   |
| 2005年10月2日                                   | Mr.オクトーバー                                          | 新宿Fu- | 三福星と合同ライブ                                                                |
| 2010年5月13日                                   | 5・6・7・8・10                                           | 新宿シアターモリエール | ドランクドラゴン、キングオブコメディ、鬼ヶ島とのライブ、トークショー              |
| 2010年10月17日-10月24日 2010年10月28日-10月29日 | シティボーイズミックス PRESENTS 「10月突然大豆のごとく」 | 新国立劇場 中劇場 名鉄ホール | シティボーイズ、中村有志、THE GEESEと共演                                         |

## DVD
2018年現在、人力舎のライブイベントの一環として開催された「空飛ぶオランダ人」と過去ネタの再演公演の「爆笑オンステージ」を除く、全ての単独ライブが映像ソフト化されている（前述の通り、「パットミベラルーシ」は「ジェイコブ」の特典映像という形でソフト化されている）。
| 発売日         | タイトル                                                                 | 発売元                     |
| 単独           | 単独                                                                     | 単独                       |
| -------------- | ------------------------------------------------------------------------ | -------------------------- |
| 2007年7月27日  | ソロライブ ブラッシュバック・スピノーネイタリアーノ                      | ビクターエンタテインメント |
| 2008年9月24日  | ラバーガール ソロライブ メキシカンキャッシュボーイ                       | ビクターエンタテインメント |
| 2009年7月8日   | ラバーガール ソロライブ 「さよならインドの空に」                         | ビクターエンタテインメント |
| 2010年9月22日  | ラバーガール ソロライブ 「キャット」                                     | コンテンツリーグ           |
| 2011年10月26日 | ラバーガール ソロライブ「エマ」                                          | コンテンツリーグ           |
| 2012年5月23日  | ラバーガール ソロライブ「ジェイコブ」                                    | コンテンツリーグ           |
| 2013年11月27日 | ラバーガール solo live+「GAME」                                          | コンテンツリーグ           |
| 2014年9月24日  | ラバーガール solo live+「T/V」                                           | コンテンツリーグ           |
| 2015年6月24日  | ラバーガール solo live+「GIRL」                                          | コンテンツリーグ           |
| 2016年10月26日 | ラバーガールLIVE「大水が出た!」                                          | コンテンツリーグ           |
| 2018年7月11日  | ラバーガールLIVE「シャンシャン」                                         | コンテンツリーグ           |
| 2019年7月24日  | ラバーガールLIVE「お前ら愛してるぜ」                                     | コンテンツリーグ           |
| 2021年12月1日  | ラバーガールLIVE「史上最高の夏！」                                       | コンテンツリーグ           |
| 2023年11月22日 | ラバーガールLIVE「インフルエンサー」                                     | コンテンツリーグ           |
| 単独以外       |                                                                          |                            |
| 2003年-2004年  | バカバク!×ブートレグVol.1-3                                              | キングレコード             |
| 2004年-2006年  | バカ爆走!Next Generation Vol.1-5                                         | キングレコード             |
| 2006年12月20日 | アンタッチャブル山崎弘也とゆかいな仲間たち Featuring バカ爆発!ツアー2006 | ビクターエンタテインメント |
| 2007年2月21日  | これさえできれば誰でもヒーロー!宴会芸講座 ゴルゴ松本先生編 基礎編 赤盤   | ビクターエンタテインメント |
| 2007年2月21日  | これさえできれば誰でもヒーロー!宴会芸講座 ゴルゴ松本先生編 応用編 黒盤   | ビクターエンタテインメント |
| 2009年2月11日  | ダイナマイト関西2008                                                     | YOSHIMOTO R and C CO.,LTD. |